# Geostiba nigrohortensia
Geostiba nigrohortensia – gatunek chrząszcza z rodziny kusakowatych i podrodziny rydzenic.
Gatunek ten opisany został po raz pierwszy w 2018 roku przez Volkera Assinga na łamach „Linzer biologische Beiträge”. Jako lokalizację typową wskazano zachodnie okolice Stepanakert w Górskim Karabachu. Epitet gatunkowy oznacza po łacinie „czarnoogrodowa” i odnosi się do znaczenia nazwy „Karabach”.
Chrząszcz o wydłużonym ciele długości od 2,3 do 2,8 mm. Głowa jest bladoruda do rudobrązowej z rudożółtymi czułkami. Oczy są uwstecznione, zbudowane z około pięciu fasetek. Przedplecze i pokrywy mają barwę głowy. U samca pokrywy mają wąskie, tylko nieco na przedzie szersze żeberko przyszwowe. Odnóża mają żółte ubarwienie. Kolor odwłoka jest bladorudy do rudobrązowego z przyciemnionymi segmentem szóstym i przednią połową siódmego. Na powierzchni siódmego tergitu samca występuje para wyraźnie zbieżnych ku tyłowi guzków. 
Gatunek palearktyczny, znany wyłącznie z Górskiego Karabachu. Spotykany w lasach liściastych i mieszanych na rzędnych od 1610 do 1730 m n.p.m. Bytuje w ściółce.